# Antony Sher
Sir Antony Sher (Città del Capo, 14 giugno 1949 – Stratford-upon-Avon, 2 dicembre 2021) è stato un attore e scrittore sudafricano naturalizzato britannico.

## Biografia
Antony Sher è stato un noto e apprezzato attore teatrale, con un repertorio che spaziava da drammaturghi rinascimentali a scrittori contemporanei; in particolare, gli valsero grandi plausi di critica e pubblico le interpretazioni in numerose opere di Shakespeare, tra cui Re Lear, Macbeth, Tito Andronico, Riccardo III, Il racconto d'inverno, Otello, Il mercante di Venezia, La tempesta, Enrico IV, parte I e II. Membro della Royal Shakespeare Company dal 1982, Sher recitò anche in opere di importanti drammaturghi moderni e contemporanei, tra cui Arthur Miller (Morte di un commesso viaggiatore, 2015), Tom Stoppard (I mostri sacri, 1993), Edmond Rostand (Cyrano de Bergerac, 1997), Harvey Fierstein (Torch Song Trilogy, 1985) e Bertolt Brecht (La resistibile ascesa di Arturo Ui, 1991). All'attività di attore affiancò anche quella di scrittore e drammaturgo: fu infatti autore delle commedie I.D. (2004), Primo (2005) e The Giant (2008).

### Vita privata
È stato unito civilmente al regista Gregory Doran dal 2005 al dicembre 2015, quando la coppia si sposò. Nel settembre 2021 annunciò di essere malato terminale e morì nel dicembre dello stesso anno all'età di 72 anni.

## Filmografia

### Cinema
- Yankees (Yanks), regia di John Schlesinger (1979)
- Superman II, regia di Richard Lester (1980)
- Erik il Vikingo (Erik the Viking), regia di Terry Jones (1989)
- Il manuale del giovane avvelenatore (The Young Poisoner's Handbook), regia di Benjamin Ross (1995)
- Il vento nei salici (The Wind in the Willows), regia di Terry Jones (1996)
- La mia regina (Mrs. Brown), regia di John Madden (1997)
- Shakespeare in Love, regia di John Madden (1998)
- Wolfman (The Wolfman), regia di Joe Johnston (2010)
- Lo Hobbit - La desolazione di Smaug (The Hobbit: The Desolation of Smaug), regia di Peter Jackson (2013)

### Televisione
- Great Performances - serie TV, 1 episodio (2005)
- The Company - serie TV, 1 episodio (2007)
- Miss Marple (Agatha Christie's Marple) - serie TV, episodio 6x01 (2013)

### Doppiaggio
- C'era una volta Gesù (The Miracle Maker), regia di Derek W. Hayes e Stanislav Sokolov (2000)

## Teatro
- McCarthy, University Theatre di Manchester (1972)
- John, Paul, George, Ringo ... and Bert, Everyman Theatre di Manchester (1974)
- Teeth 'n' Smiles, Royal Court Theatre di Londra (1975)
- Prayer For My Daughter, Royal Court Theatre di Londra (1978)
- Settimo cielo, Royal Court Theatre di Londra (1979)
- American Days, ICA Theatre di Londra (1979)
- True West, National Theatre di Londra (1981)
- Re Lear, Royal Shakespeare Theatre di Stratford-upon-Avon (1981)
- Salvation Now, Donmar Warehouse di Londra (1982)
- Moliere, The Other Place di Stratford-upon-Avon (1982)
- Re Lear, Royal Shakespeare Theatre di Stratford-upon-Avon (1982)
- Astonish Me, The Other Place di Stratford-upon-Avon (1982)
- Re Lear, Barbican Centre di Londra (1983)
- Tartufo, Pit di Stratford-upon-Avon (1983)
- Moliere, Pit di Stratford-upon-Avon (1982)
- Mondays, Barbican Centre di Londra (1983)
- May Days, Barbican Centre di Londra (1983)
- Riccardo III, Royal Shakespeare Theatre di Stratford-upon-Avon (1984)
- Riccardo III, Barbican Centre di Londra (1985)
- Red Noses, Barbican Centre di Londra (1985)
- Astonish Me, Almeida Theatre di Londra (1985)
- Torch Song Trilogy, Albery Theatre di Londra (1985)
- Riccardo III, tour britannico (1986)
- Il mercante di Venezia, Royal Shakespeare Theatre di Stratford-upon-Avon (1986-1987)
- La dodicesima notte, Royal Shakespeare Theatre di Stratford-upon-Avon (1987)
- La tragedia del vendicatore, Swan Theatre di Stratford-upon-Avon (1987)
- Hello and Goodbye, Almeida Theatre di Londra (1987)
- La dodicesima notte, Theatre Royal di Newcastle (1988)
- Il mercante di Venezia, Theatre Royal di Newcastle (1988)
- La tragedia del vendicatore, The People's Theatre di Newcastle (1988)
- Singer, Swan Theatre di Stratford e Barbican di Londra (1989-1990)
- Il processo, National Theatre di Londra (1991)
- La resistibile ascesa di Arturo Ui, National Theatre di Londra (1991)
- Tamerlano il Grande, Swan Theatre di Stratford (1991-1992)
- Zio Vania, National Theatre di Londra (1992)
- I mostri sacri, Barbican e Savoy Theatre di Londra (1993-1994)
- Tito Andronico, National Theatre di Londra (1994)
- Stanley, National Theatre di Londra (1996)
- Cyrano de Bergerac, Swan Theatre di Stratford (1997-1998)
- Il racconto d'inverno, Royal Shakespeare Theatre di Stratford e Barbican Theatre di Londra (1999)
- Macbeth, Royal Shakespeare Theatre di Stratford e Theatre Royal di Bath (1999)
- The Roman Actor, Swan Theatre di Statford e Gielgud Theatre di Londra (2002-2003)
- Il Malcontento, Swan Theatre di Statford e Gielgud Theatre di Londra (2002-2003)
- ID, Almeida Theatre di Londra (2003)
- Otello, Swan Theatre di Stratford, Trafalgar Studios di Londra e tour britannico (2004)
- Primo, National Theatre di Londra (2004)
- Primo, Music Box Theatre di Broadway (2005)
- Breakfast with Mugable, Swan Theatre di Stratford (2005)
- Kean, Yvonne Arnaud Theatre di Guildford e Apollo Theatre di Londra (2007)
- La tempesta, Courtyard Theatre di Stradford (2009)
- Un nemico del popolo, Crucible Theatre di Sheffield (2010)
- Travelling Light, National Theatre di Londra (2012)
- The Captain of Köpenick, National Theatre di Londra (2013)
- Enrico IV, parte I, Royal Shakespeare Theatre di Stratford, Barbican Center di Londra (2014-2015)
- Enrico IV, parte II, Royal Shakespeare Theatre di Stratford, Barbican Center di Londra (2014-2015)
- Morte di un commesso viaggiatore, Royal Shakespeare Theatre di Stratford (2015)
- Re Lear, Stratford, Londra e New York (2016-2018)
- One for the Road, Harold Pinter Theatre di Londra (2018)
- Kunene and the King, Ambassasors Theatre di Londra (2019)

## Riconoscimenti
- British Academy Television Awards
  - 2008 – Candidatura per il miglior attore televisivo per Primo
- Drama Desk Award
  - 2006 – Miglior one-man-show per Primo
- Evening Standard British Film Awards
  - 1997 – Miglior interpretazione in una commedia per La mia regina
- Evening Standard Theatre Award
  - 1985 – Miglior attore per Riccardo III
- Premio Laurence Olivier
  - 1983 – Candidatura al miglior attore non protagonista per Re Lear
  - 1985 – Miglior attore per Riccardo III e Torch Song Trilogy
  - 1997 – Miglior attore per Stanley
  - 2000 – Candidatura al miglior attore per Il racconto d'inverno
- Screen Actors Guild Award
  - 1999 – Miglior cast cinematografico per Shakespeare in Love
- Tony Award
  - 1997 – Candidatura al miglior attore protagonista in un'opera teatrale per Stanley

## Doppiatori italiani
Nelle versioni in italiano dei suoi film, Antony Sher è stato doppiato da:
- Massimo De Ambrosis in Il vento tra i salici
- Gino La Monica in La mia regina
- Saverio Moriones in Lo Hobbit - La desolazione di Smaug (solo nella versione estesa)